# مینفلد
مینفلد (به آلمانی: Minfeld) یک شهر در آلمان است که در گرمرسهایم واقع شده‌است. مینفلد ۱٬۵۸۴ نفر جمعیت دارد.